# 1619

## Събития
- 28 август – Фердинанд II е избран за император на Свещената Римска империя.
- 4 декември – В Америка първите пилигрими (38 души) са празнували за първи път Деня на благодарността във Вирджинската колония.
- Жечпосполита достига максимално териториално разширение.
- Banqueting House, част от двореца Уайтхол на английския крал ДжеймсI е унищожен от пожар.

## Родени
- Джон Ламбърт, английски военачалник
- 24 февруари – Шарл льо Брун, френски художник, занимаващ се и с теория на изкуството († 1690 г.)
- 6 март – Сирано дьо Бержерак, френски драматург
- 6 август – Барбара Строци, италианска певица и композитор († 1677 г.)
- 28 август – Ан Женевиев дьо Бурбон-Конде, сестра на Луи II дьо Бурбон, принц дьо Конде († 1679 г.)
- 29 август – Жан-Батист Колбер, френски министър на финансите († 1683 г.)
- 17 декември – принц Рупърт, по-млад син на Фридрих V (Пфалц), племенник на английския крал Джеймс I, роялистки командир по време на Английската революция († 1682 г.)

## Починали
- 7 януари – Николас Хилиард, английски художник-минюатюрист (р. 1547 г.)
- 11 януари – Диан Френска, дукеса Ангулем, незаконна дъщеря на френския крал Анри II (р. 1538 г.)
- 4 март – Ана Датска, съпруга на английския крал Джеймс I (р. 1574 г.)
- 20 март – Матиас, император на Свещената Римска империя, крал на Унгария и Хърватия
- 13 май – Йохан ван Олденбарневелт, холандски държавник, взел дейно участие в Осемдесетгодишната война (р. 1547 г.)
- 30 август – Шимазу Йошихиро, японски самурай и военачалник (р. 1535 г.)
- септември – Ханс Липършей (Hans Lippershey), холандски майстор на лещи (р. 1570)
- 14 октомври – Самюел Даниел, английски поет и историк (р. 1562 г.)